# 基娅拉·佩拉卡尼
基娅拉·佩拉卡尼（義大利語：Chiara Pellacani，2002年9月12日—），意大利女子跳水运动员。她曾代表意大利参加2020年夏季奥林匹克运动会跳水比赛。她也曾获得2022年世界游泳锦标赛混合双人3米跳板银牌。